# Campanula patula
Campanula patula es una planta de la familia de las campanuláceas.

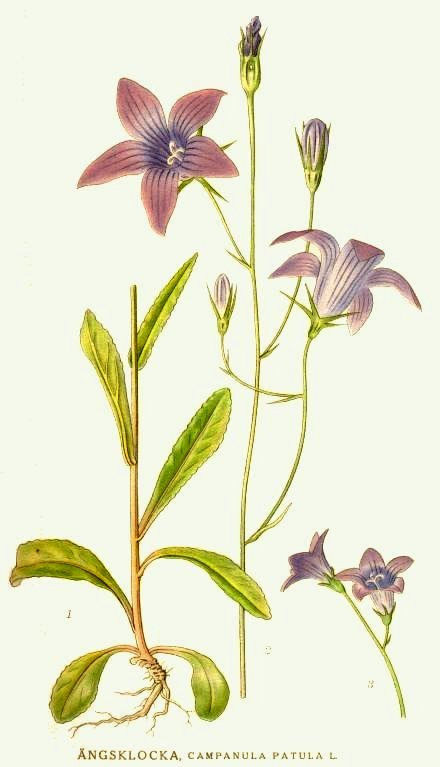
Ilustración

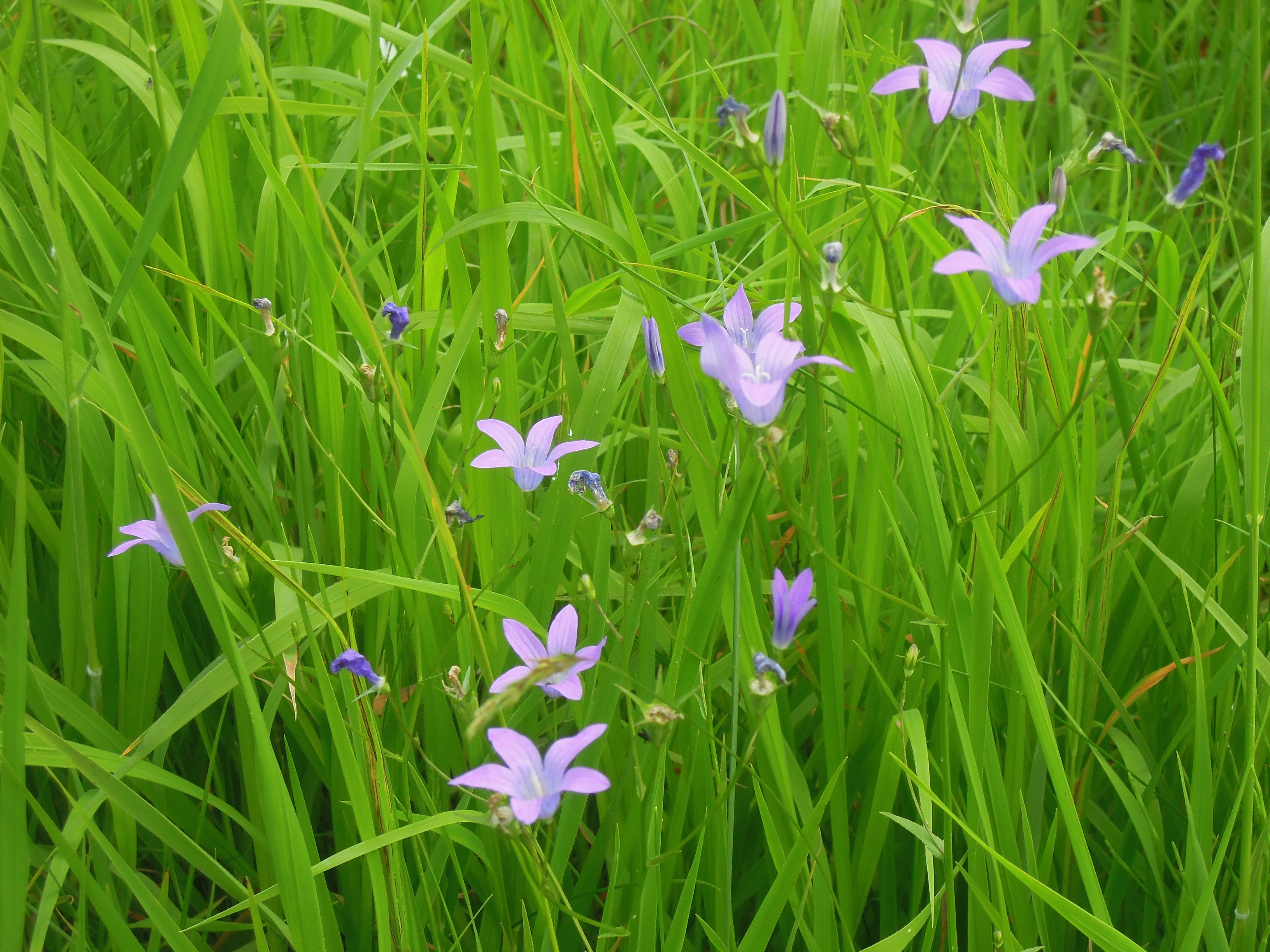
Vista de la planta en su hábitat

## Descripción
Planta perenne, erecta, pelosa o glabra de 30-70 cm. Hojas basales ovado-oblongas, de pecíolo corto; hojas caulinares más estrechas, sentadas. Flores violeta a azul pálido, en una inflorescencia laxa, raramente solitaria. Corola de 2-2,5 cm, ampliamente acampanada, estrechada en la base, lobulada hacia su mitad; dientes calicinos estrechamente lanceolados puntiagudos, extendidos. Florece en primavera y verano.

## Hábitat
Prados, bosques, junto a caminos.

## Distribución
Gran parte de Europa, excepto Portugal, Irlanda y Turquía. Introducida en Dinamarca, Noruega y Suecia.

## Taxonomía
Campanula patula fue descrita por Carolus Linnaeus y publicado en Species Plantarum 1: 163. 1753.
Citología
Número de cromosomas de Campanula patula (Fam. Campanulaceae) y táxones infraespecíficos: n=10
Etimología
Campanula: nombre genérico diminutivo del término latíno campana, que significa "pequeña campana", aludiendo a la forma de las flores.
patula: epíteto latino que significa "expandida".
Sinonimia
- Campanula patens Gueldenst. ex Ledeb.
- Neocodon patulus (L.) Kolak. & Serdyuk.
- Rapunculus patulus (L.) Fourr.[6][7]

subsp. abietina (Griseb. & Schenk) Simonk.
- Campanula abietina Griseb. & Schenk
- Campanula stefanoffii Herm.
- Campanula vajdae Pénzes
- Neocodon abietinus (Griseb. & Schenk) Kolak. & Serdyuk.[8]

subsp. costae (Willk.) Nyman.
- Campanula costae Willk.

subsp. epigaea (Janka ex Degen) Hayek
- Campanula epigaea Janka ex Degen
- Campanula velenowskyi Adamovic[10]

subsp. jahorinae (K.Malý) Greuter & Burdet
- Campanula jahorinae (K.Malý) Landolt[11]

## Nombres comunes
- Castellano:  campanillas, campanillas silvestres.[12]